# 库尔特·本德林
库尔特·本德林（德語：Kurt Bendlin，1943年5月22日—2024年8月29日），德国前男子田径运动员。他曾代表西德参加1968年夏季奥林匹克运动会田径比赛，获得男子十项全能铜牌。